# 2000年代
2000年代（にせんねんだい）
1. 西暦（グレゴリオ暦）2000年から2009年までの10年間を指す十年紀。本項で詳述する。
2. 西暦2000年から2099年までの100年間を指す。21世紀とほぼ同じ意味であるが、開始と終了の年が1年ずれている。
3. 西暦2000年から2999年までの1000年間を指す。3千年紀とほぼ同じ意味であるが、開始と終了の年が1年ずれている。

20世紀と21世紀に跨がる大きな区切りの年代であり、21世紀初頭において、00年代（ぜろぜろねんだい）や0（ゼロ）年代（ぜろねんだい）と呼称されることもある。この項目では、国際的な視点に基づいた2000年代について記載する。

## できごと

### 2000年
- 1月1日 - 西暦2000年代が始まりコンピュータの2000年問題の発生が注目されたが、大きな問題などは起こらずに無事年越しを迎えた。
- 6月13日〜15日 - 平壌で朝鮮半島分断後初の南北首脳会談が開かれる。
- 7月21日〜23日 - 九州・沖縄サミットが沖縄県名護市で開催。
- 7月25日 - エールフランスのコンコルド機、パリで離陸直後に墜落、死者114人。
- 9月6日〜8日 - 国連ミレニアム・サミット（英語版）がニューヨークで開催され、8日の本会議では国連ミレニアム宣言が採択された。この宣言をもとに2015年までの国際目標として、ミレニアム開発目標 (MDGs) が2001年に取りまとめられている[1][2][3]。
- 9月15日〜10月1日 - シドニーオリンピック（第27回夏季オリンピック）開催。
- 10月18日〜29日 - シドニーパラリンピック（第11回夏季パラリンピック）開催。
- 11月7日 - アメリカ大統領選挙、ジョージ・ウォーカー・ブッシュが当選。

### 2001年
- 1月1日 - 3千年紀・21世紀が始まる。
- 4月1日 - 異性同士の結婚と全く同じ権利を保障する、世界初の同性結婚法がオランダで施行された。
- 9月11日 - アメリカ同時多発テロ事件発生。
- 10月7日 - アメリカ合衆国、イギリスを始めとした連合諸国がアフガニスタンのターリバーン政権に対して空爆（アフガニスタン侵攻）。
- 11月17日 - iPod発売。

### 2002年
- 1月1日 - EU域内12カ国、通貨をユーロに統合。
- 2月8日〜24日 - ソルトレークシティオリンピック（第19回冬季オリンピック）開催。
- 3月7日〜16日 - ソルトレークシティパラリンピック（第8回冬季パラリンピック）開催。
- 4月24日 - 瀋陽総領事館北朝鮮人亡命者駆け込み事件が起こる。
- 5月20日 - 東ティモール独立。
- 5月31日〜6月30日 - FIFAワールドカップ・日韓大会が開催。
- 9月17日 - 初の日朝首脳会談。10月15日に拉致被害者5名が日本へ帰国。
- 9月20日 - スイスと東ティモールが国連に加盟。
- 10月 - バリ島爆弾テロ事件、モスクワ劇場占拠事件など、多数の死者を出したテロが相次ぐ。

### 2003年
- 2月1日 - スペースシャトル・コロンビア号が地球へ帰還の際に空中分解。
- 3月20日 - イラク戦争開戦。サッダーム・フセイン政権崩壊。
- 7月26日 - イラク復興特措法が成立。
- 11月18日 - マイケル・ジャクソンが性的虐待の容疑で逮捕される。2005年6月13日、性的虐待疑惑のすべての件に関して無罪評決が下る。
- 12月14日 - サッダーム・フセイン大統領が、米軍により拘束される。
- アメリカ・カナダ東部の広い地域で大規模な停電、約5000万人に影響。
- SARSがアジアを中心に世界的に大流行。
- イラク北部で、日本人外交官2人とイラク人計3人が銃撃され死亡する。

### 2004年
- 3月11日 - マドリード列車爆破テロ事件が起こり、スペインで政権交代。
- 8月13日〜29日 - アテネオリンピック（第28回夏季オリンピック）開催。
- 9月17日〜28日 - アテネパラリンピック（第12回夏季パラリンピック）開催。
- 10月1日 - メジャーリーグでシアトルマリナーズのイチローが84年ぶりに年間最多安打262の新記録を樹立。
- 12月 - 北朝鮮拉致被害者で曽我ひとみの夫チャールズ・ジェンキンスが日本へ帰国来日。
- 12月26日 - スマトラ島沖地震発生。インド洋周辺各国に津波の大被害。死者・行方不明者約30万人。

### 2005年
- 1月20日 - ジョージ・W・ブッシュが2期目のアメリカ合衆国大統領に就任。
- 3月25日 - 9月25日 - 愛・地球博開催。
- 4月2日 - ローマ教皇ヨハネ・パウロ2世が死去。
- 7月7日 - ロンドン同時爆破事件。
- 7月26日 - 日本人宇宙飛行士野口聡一が搭乗したスペースシャトル・ディスカバリーの打ち上げに成功。
- 8月29日 -  ハリケーン・カトリーナがアメリカ南部を襲う。
- 10月8日 - パキスタンでマグニチュード7.6の地震が発生。
- 10月27日 - パリ郊外暴動事件。
- 11月16日 - 中国で鳥インフルエンザ感染者が死亡したと発表。中国で感染による死者は初めて。

### 2006年
- 2月10日〜26日 - トリノオリンピック（第20回冬季オリンピック）開催。
- 3月10日〜19日 - トリノパラリンピック（第9回冬季パラリンピック）開催。
- 3月13日〜20日 - 第1回ワールド・ベースボール・クラシック開催。
- 2006 FIFAワールドカップ開幕。
- 7月5日 - 北朝鮮がテポドン2号の発射実験。
- 10月9日 - 北朝鮮が初の地下核実験実施。
- 12月21日 - トルクメニスタンのサパルムラト・ニヤゾフ大統領が死去。
- 12月30日 - イラクのサッダーム・フセイン元大統領死刑執行。

### 2007年
- 1月1日 - ブルガリア、ルーマニアがヨーロッパ連合加盟。エストニア、リトアニア、スロベニアがユーロ導入。
- 4月1日 - これ以降発売の第三世代携帯電話へのGPS搭載義務化。

### 2008年
- 2月9日〜11月15日 - 世界各地で第34回主要国首脳会議が開催。
- 2月10日 - ソウルの崇礼門が放火により焼失。
- 3月10日〜4月26日 - チベット暴動が起こる。
- 4月27日 - ミャンマーにサイクロン・ナルギスが発生。
- 5月12日 - 中華人民共和国で四川大地震が起こる。
- 5月28日 - ネパールで王制が廃止される
- 8月8日〜24日 - 北京オリンピック（第29回夏季オリンピック）開催。
- 9月6日〜17日 - 北京パラリンピック（第13回夏季パラリンピック）開催。
- 9月15日 - リーマン・ショック。以降、本格的な世界金融危機に発展。
- 10月11日 - 米政府が北朝鮮のテロ支援国家指定を解除。
- 11月14日〜15日 - 第1回20か国・地域首脳会合 (G20) が開催。

### 2009年
- 1月20日 - バラク・オバマ、第44代アメリカ合衆国大統領に就任。黒人の大統領は同国史上初。
- 2月17日 - アメリカ合衆国でアナログテレビ放送の停波が始まる。
- 3月24日 - 第2回ワールド・ベースボール・クラシックが開催。
- 5月23日 - 大韓民国の盧武鉉元大統領が自宅の敷地内の崖から転落死する。
- 6月25日 - 歌手のマイケル・ジャクソンが死去。
- 8月18日 - 大韓民国の金大中元大統領が死去。
- メキシコから世界各国に新型インフルエンザが大流行する（2009年新型インフルエンザの世界的流行）。
- ウイグル騒乱が起こる。

## 世相と文化

### 社会
- アメリカ単独覇権の時代が続くと予想されていたが、アメリカ同時多発テロ以降イスラーム過激派によるテロが多発。対抗して始まったアフガニスタン紛争、イラク戦争は泥沼化し、サブプライムローン問題を発端に世界中の金融機関で信用収縮の連鎖が勃発、リーマンショック以降の世界同時不況を招き、先進国を中心に市場の収縮が起こった。
- これらにより日米欧のプレゼンスが低下。 経済成長著しいインド・中国・ブラジル、資源価格の高騰の恩恵を受けたロシア・中東産油国などBRICS諸国をはじめとするG20新興国が台頭していった。 ベトナムは海外からの投資が好調で、高度経済成長が始まる。インドネシアでは2000年代前半、タイでは2000年代中頃から政治的な混乱が多発した。一方で経済成長に伴い新興国の環境問題も深刻化した。
- 反米感情を背景にラテンアメリカでは左派政権が次々誕生し、地域統合の機運が高まった。
- 旧東側の中欧諸国やバルト三国のEU加盟以降、これらの国へ生産拠点を移す動きが活発化し、中東欧諸国と西欧諸国との一体性が強まる。一方、冷戦時にこの地域で影響力を発揮してきたロシアとの摩擦も顕在化。
- 重症急性呼吸器症候群 (SARS) や新型インフルエンザ (A/H1N1) といった新興感染症がエピデミックを起こした。
- 資源価格高騰と地球温暖化の社会問題化に伴い、欧州諸国を中心に太陽光発電・風力発電など再生可能エネルギーの利用が本格化。原子力発電も見直された。
- 2001年にオランダで世界初の同性結婚が認められると、その後はヨーロッパの各地（主に北欧および西欧）や北米、南米、オセアニア、南アフリカ共和国でも同性結婚およびそれに準ずるパートナーシップ制度容認の流れが広がった。

### コンピュータとインターネット
- パーソナルコンピュータや携帯電話がコモディティ化し、インターネットの利用が広がる。デジタルオーディオプレーヤー、スマートフォンなどインターネットの利用を前提としたデジタル家電製品が大ヒットし、新しいデジタルライフスタイルが浸透していく。一方で、インターネットを利用した犯罪やコンピュータセキュリティが深刻な社会問題となった。
- Yahoo!、Google、Amazon.com、MySpace、Facebook、YouTube、Twitterなどのネットサービスが現れ、人々のライフスタイルを変えた。 Wikipediaもこの時代に登場した。

### 通信
- 第3世代移動通信システム (3G)であるW-CDMAやCDMA2000などが登場したが、従来のデジタル方式の移動通信システムを完全に置き換えるに至らず、日本や韓国など一部の地域を除いて第2世代移動通信システム (2G)であるGSMとその発展システムが依然として広く使われ続けた。

### コンピュータゲーム
- テレビゲーム市場では2000年代の前半（第6世代）にソニー・コンピュータエンタテインメント (SCEI) の「PlayStation 2」が前世代機に引き続いて市場をリードしていたが、後半（第7世代）になると任天堂が「Wii」で挽回し、さらにマイクロソフトの「Xbox 360」、SCEIの「PlayStation 3」もそれに続く形で三つ巴の様相を呈した。携帯型ゲームでは引き続き任天堂の「ゲームボーイアドバンス」や「ニンテンドーDS」シリーズが世界的に覇権を握っている。

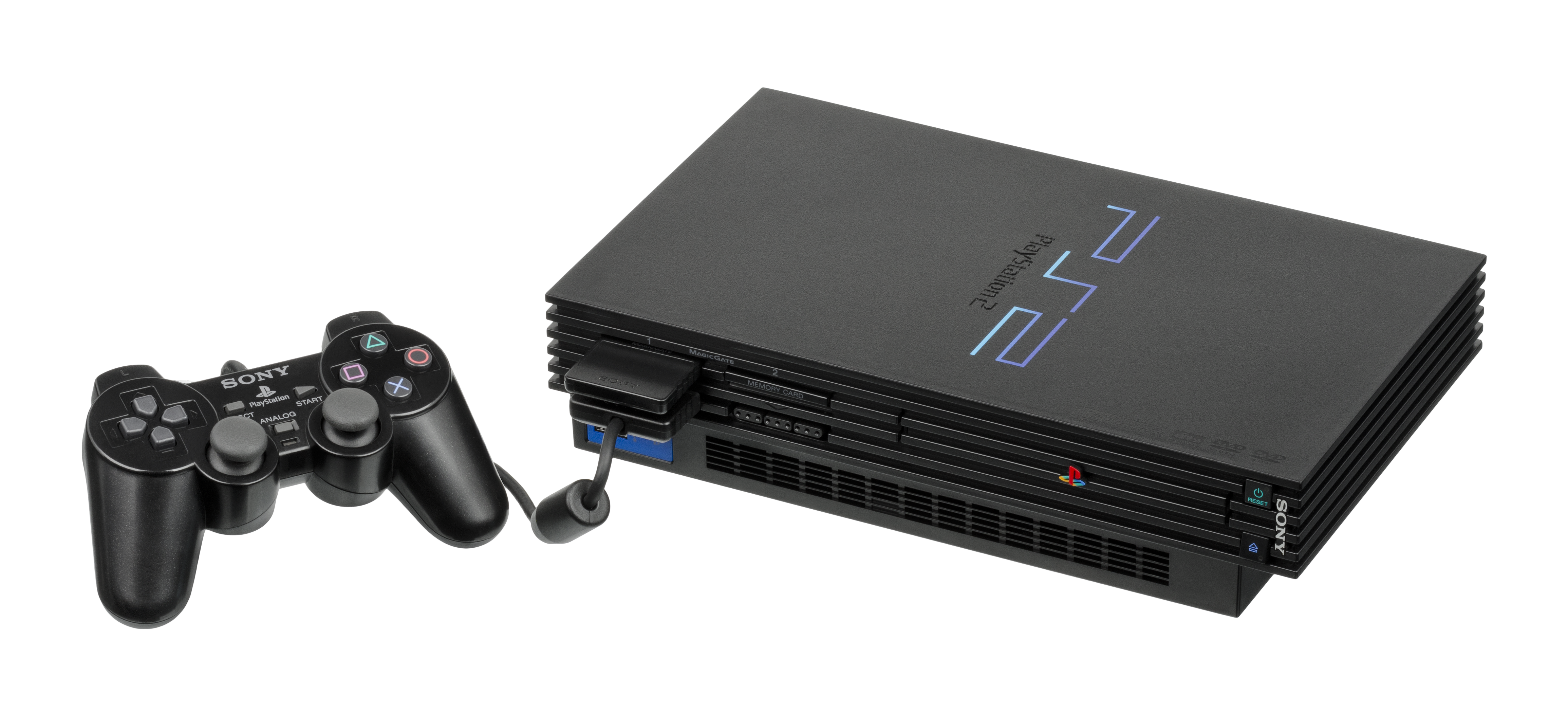
PlayStation 2
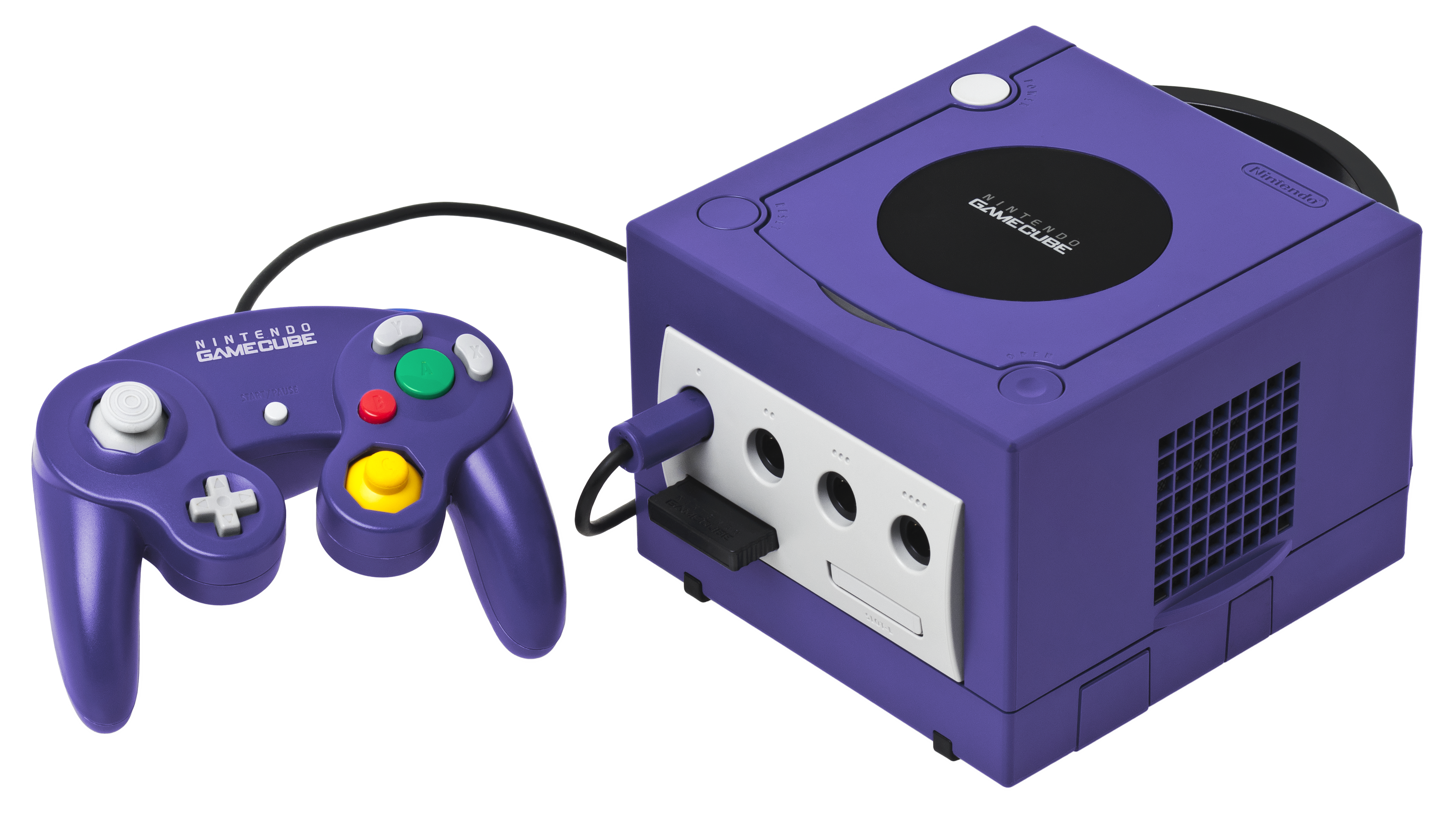
ニンテンドーゲームキューブ
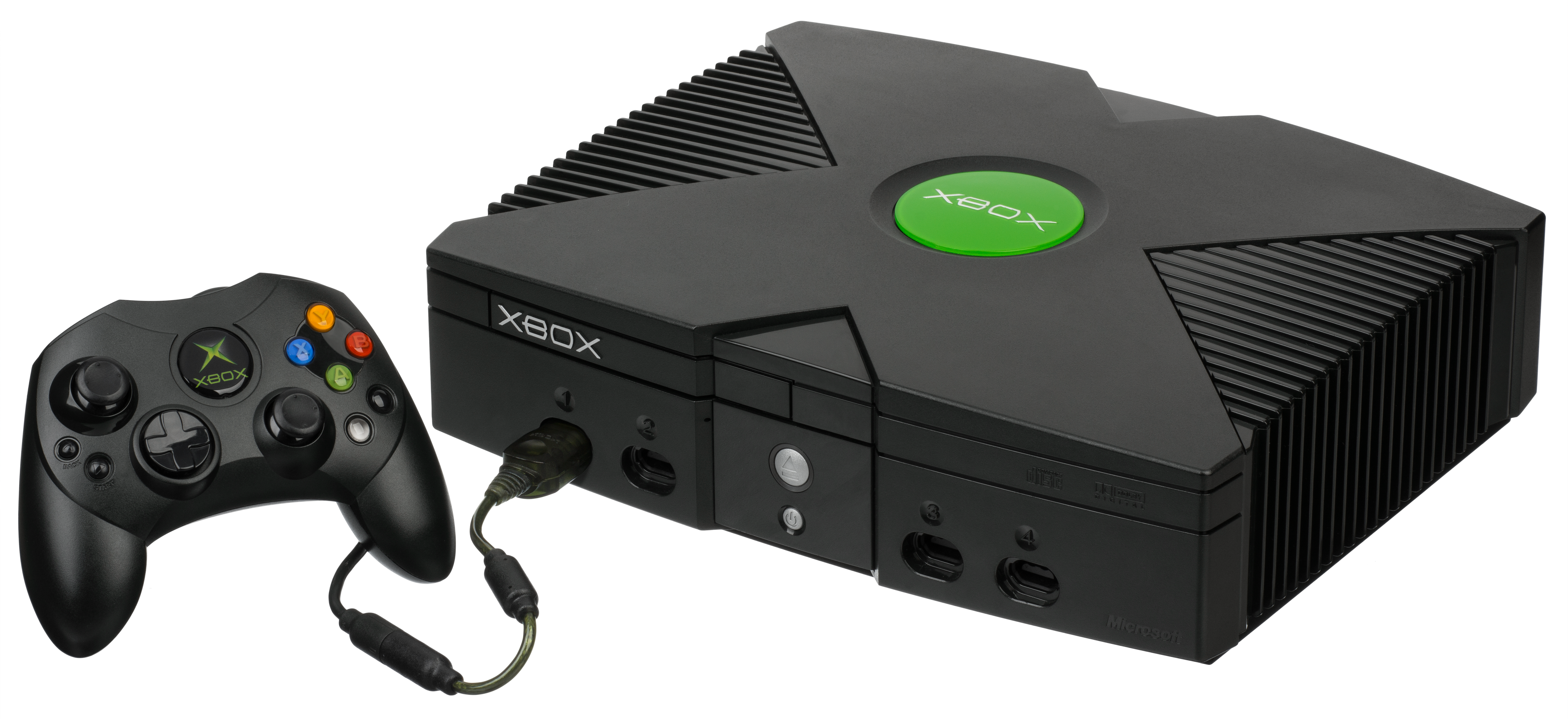
Xbox
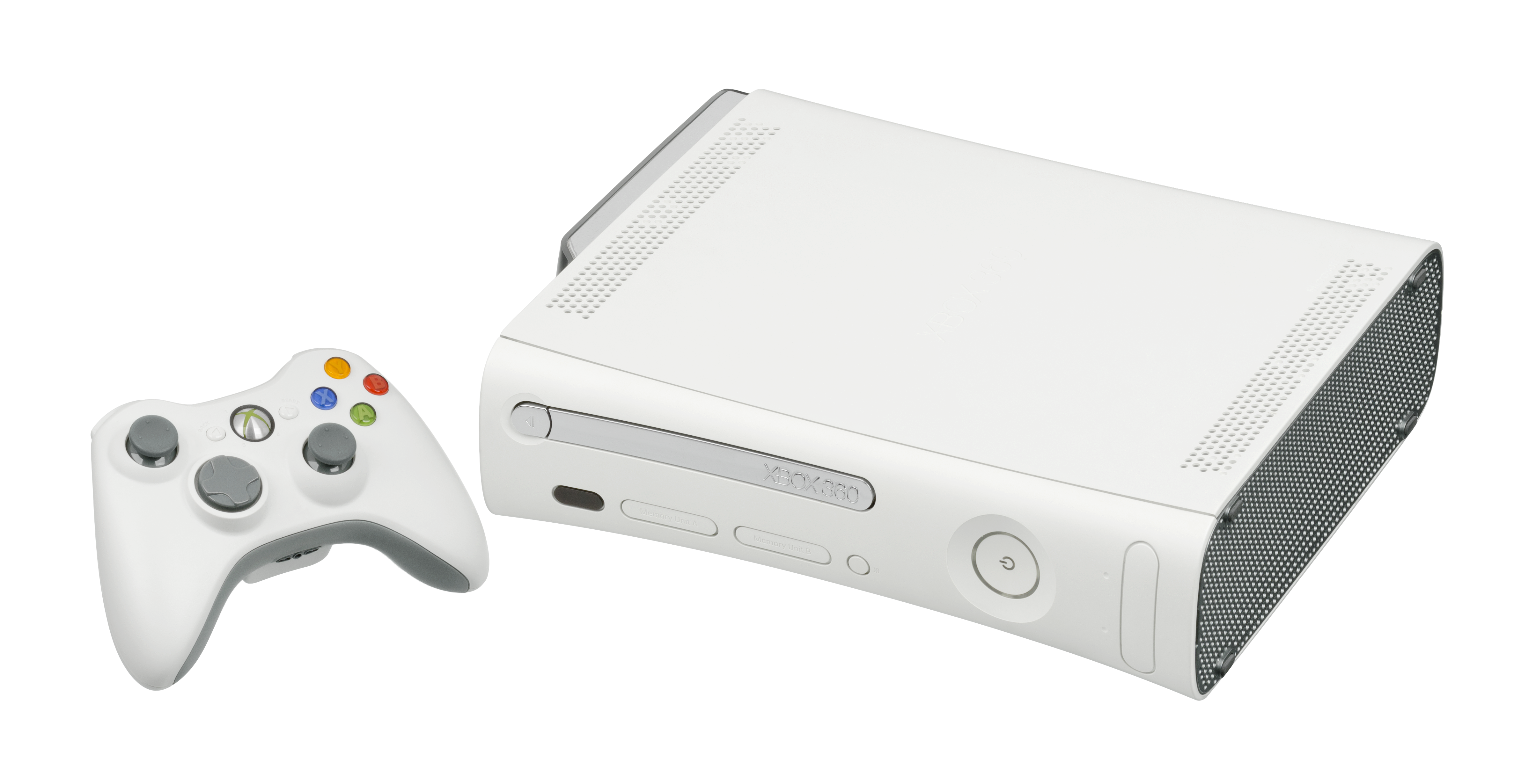
Xbox 360
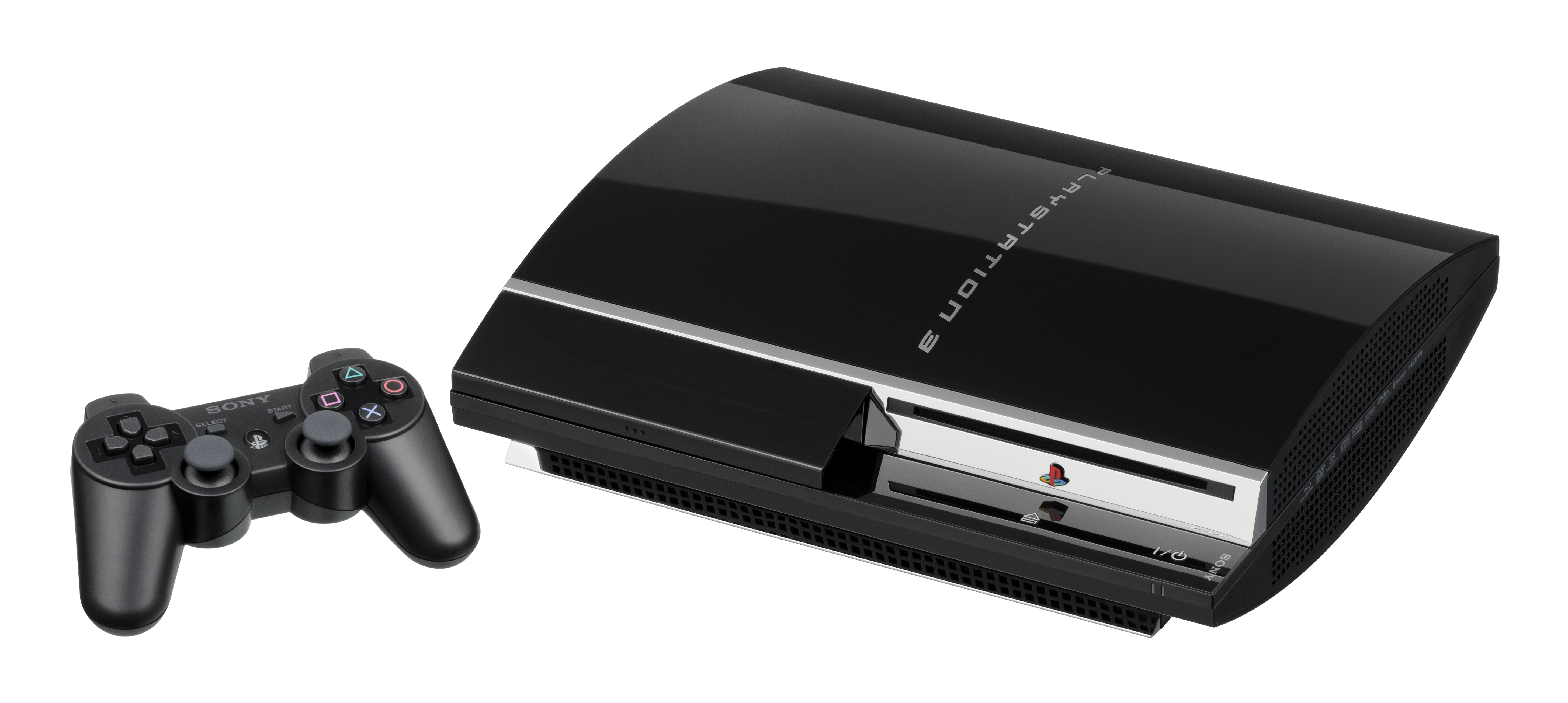
PlayStation 3
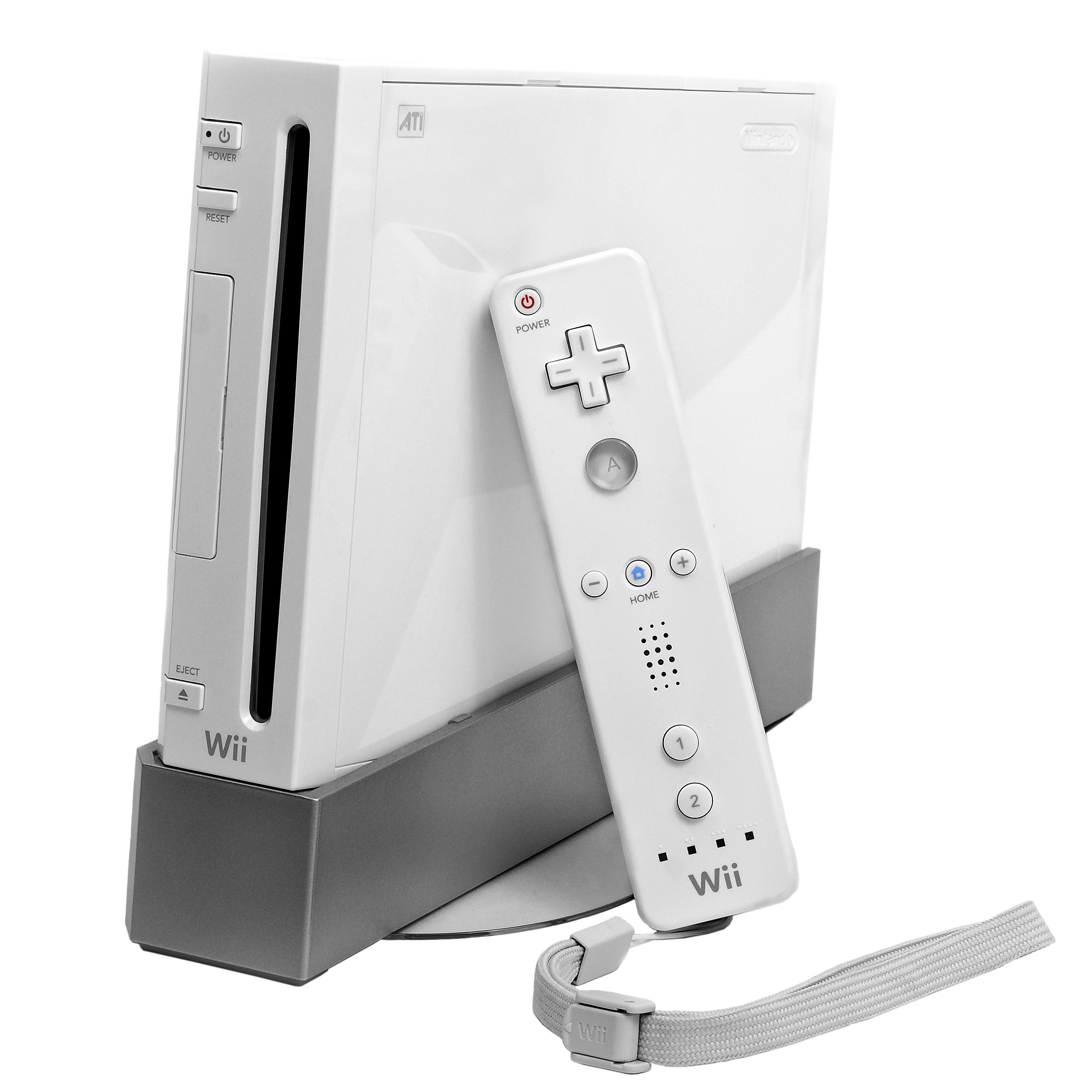
Wii
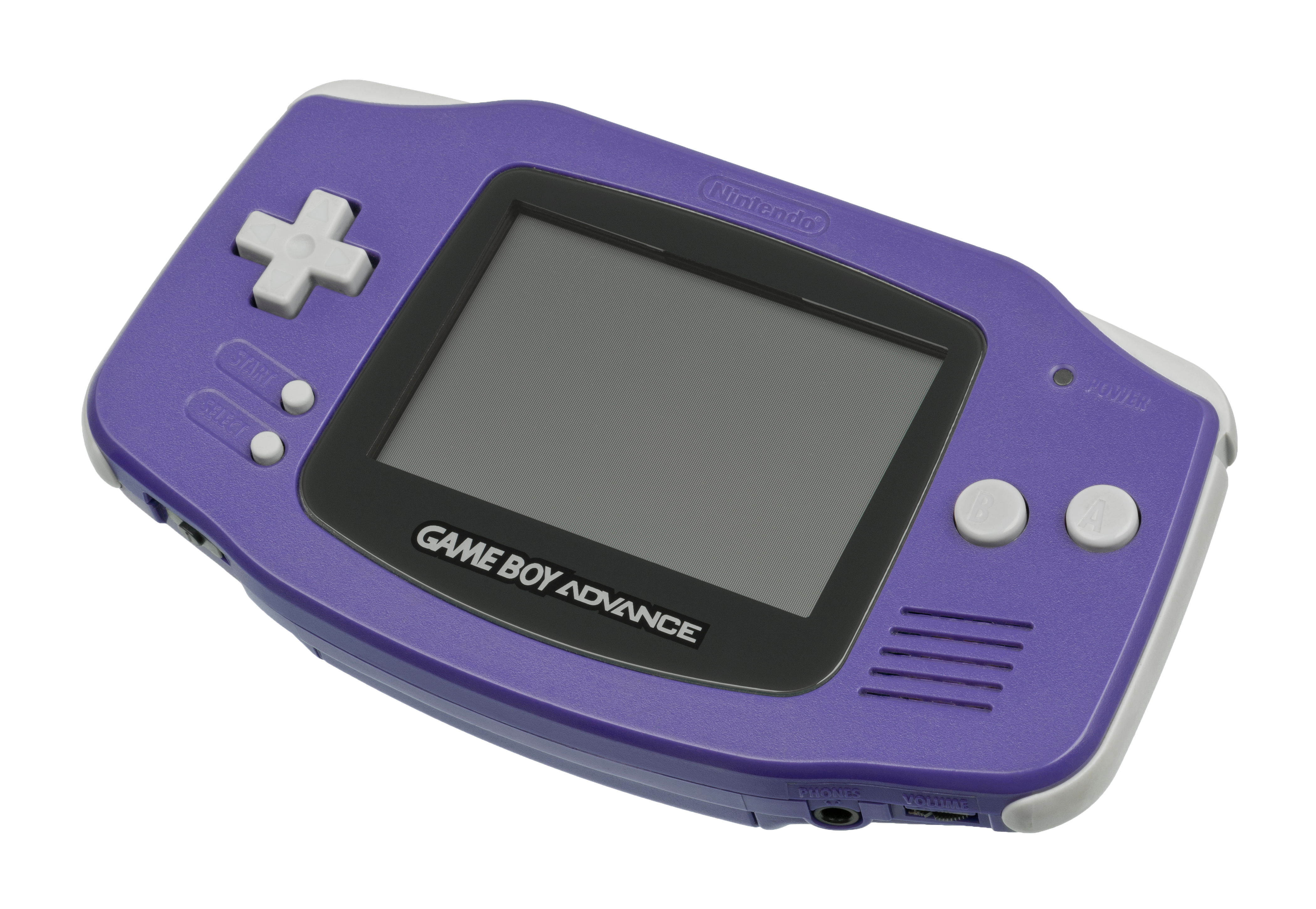
ゲームボーイアドバンス
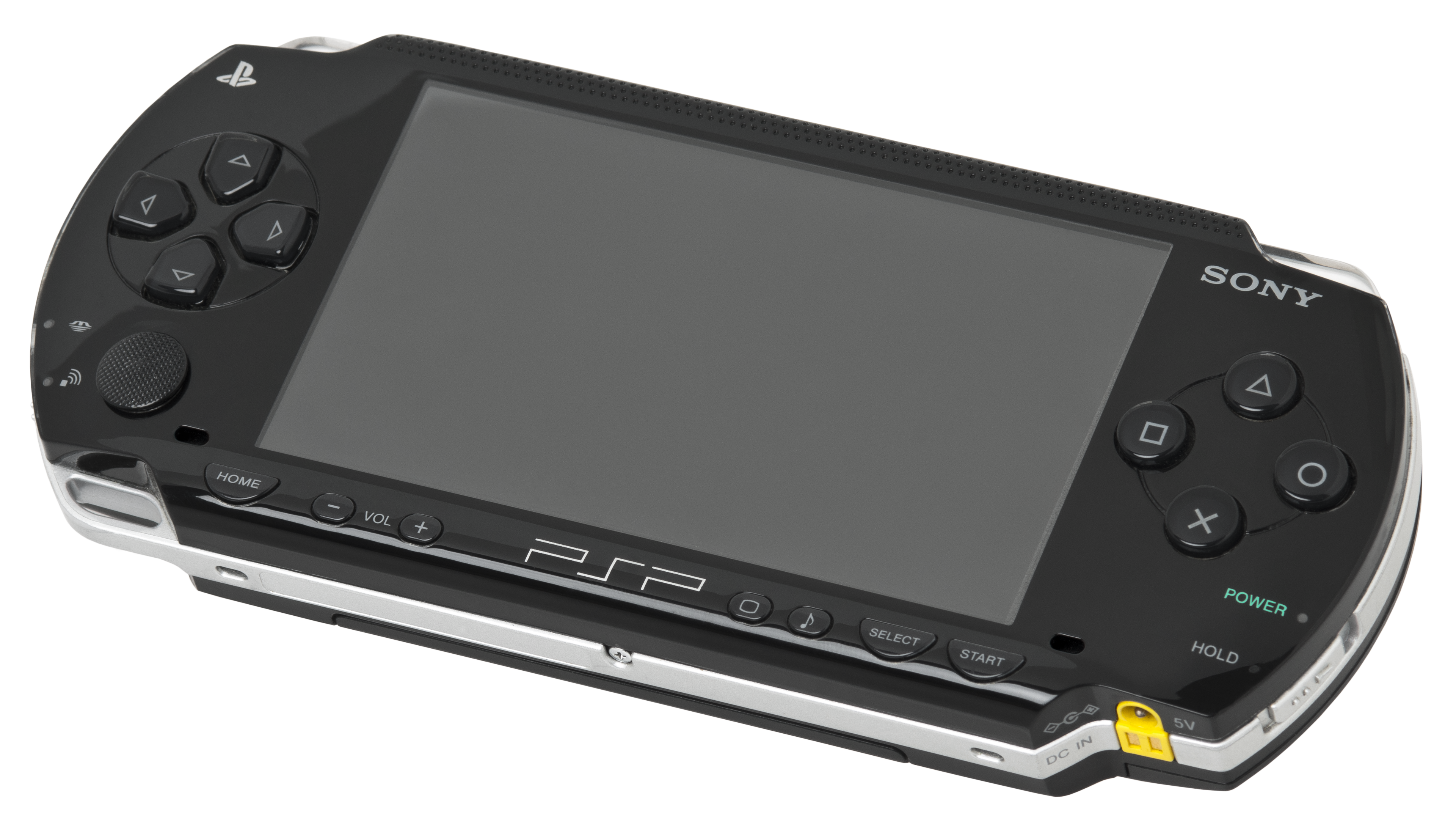
PlayStation Portable
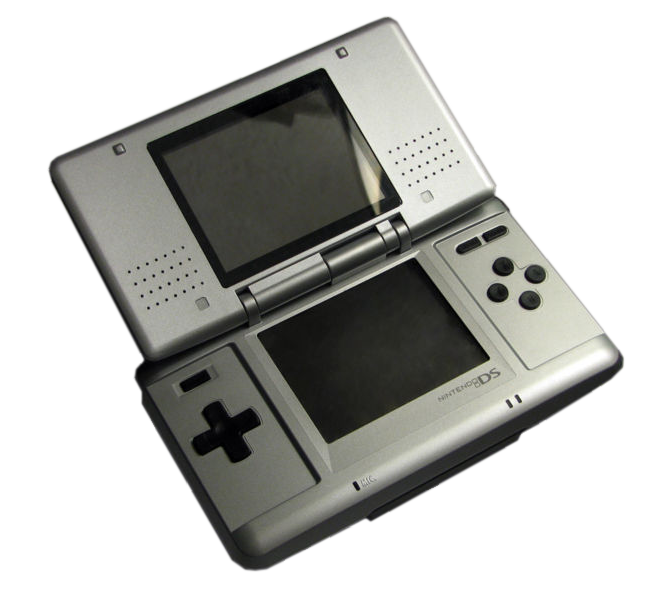
ニンテンドーDS

### 音楽
- インターネットの普及により音楽はデジタル化され、2001年に登場したiPodをはじめとするデジタルオーディオプレーヤーの人気が上昇する。それに伴い、米国のみならず世界的にCD、レコードなど物理媒体の売上が著しく減少した。
- 2000年代初頭、NapsterなどのP2Pネットワークの登場により、MP3データの違法ダウンロードが横行した。
- 2003年に開始されたiTunes Music Storeにより、楽曲のデジタル・ダウンロード販売が普及した。
- ヒップホップの商業的人気がピークに達した。エミネムは2000年代を通して最も売れたミュージシャンとなった。

### 建築
超高層建築物・構築物

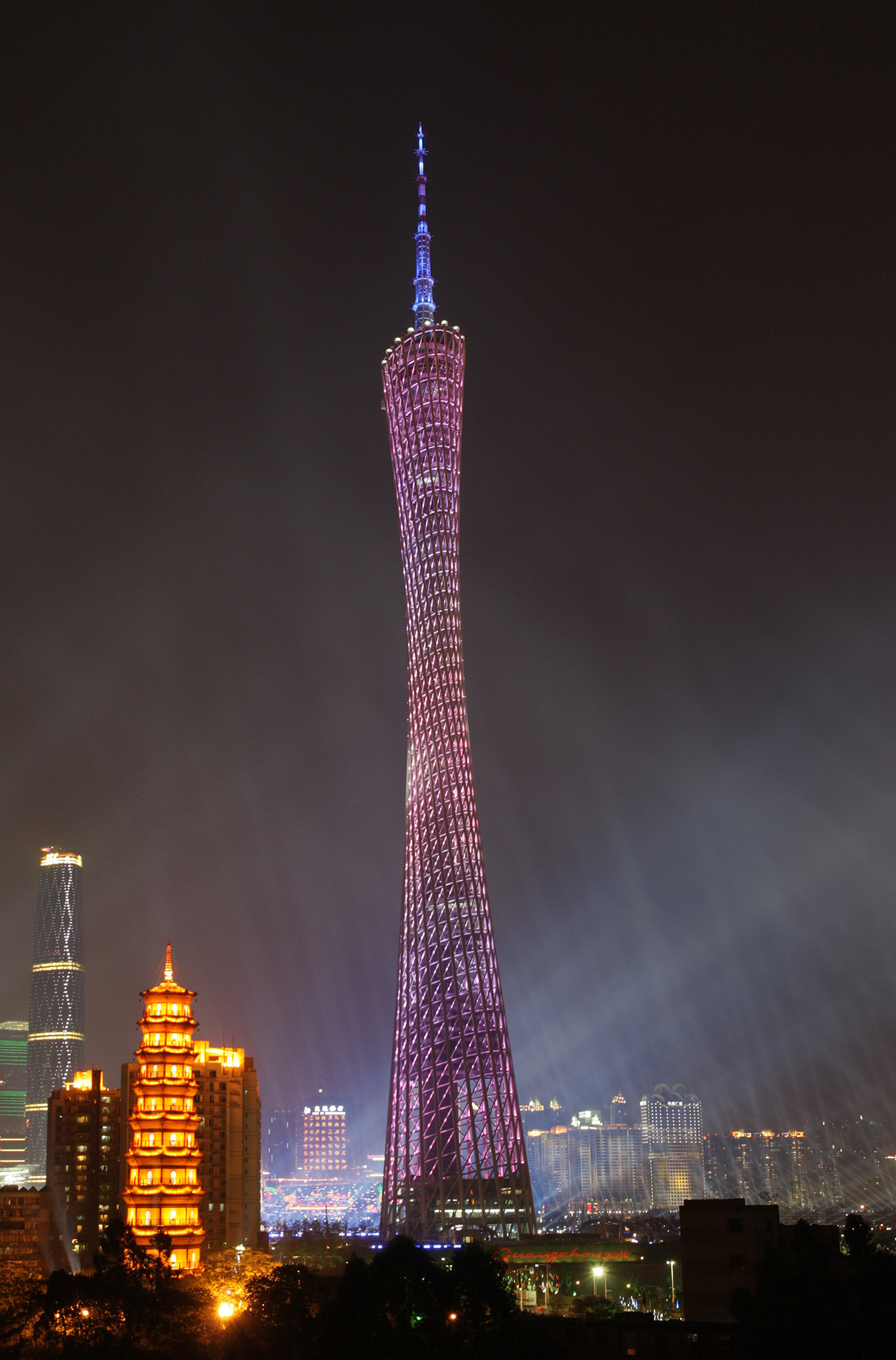
広州塔 （中国広州市の電波塔）
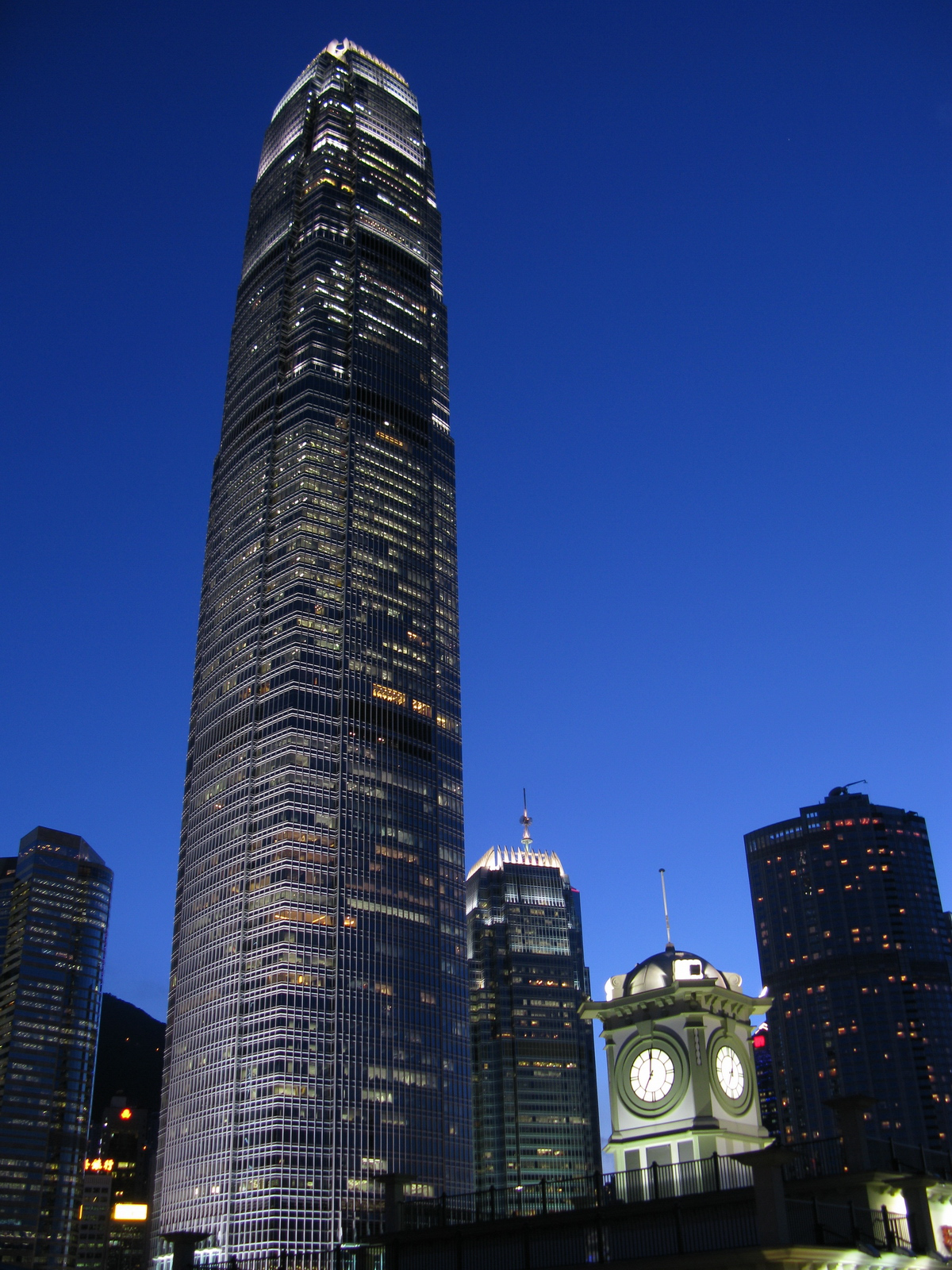
国際金融中心 （中国香港）

## 人物

### アメリカ合衆国とヨーロッパ

#### 政治
- ベネディクト16世（1927年 - 2022年）
- ジャック・シラク（1932年 - 2019年）
- シルヴィオ・ベルルスコーニ（1936年 - 2023年）
- ディック・チェイニー（1941年 - ）
- ゲアハルト・シュレーダー（1944年 - ）
- ルドルフ・ジュリアーニ（1944年 - ）
- ジョージ・ウォーカー・ブッシュ（1946年 - ）
- アル・ゴア（1948年 - ）
- ゴードン・ブラウン（1951年 - ）
- トニー・ブレア（1953年 - ）
- アンゲラ・メルケル（1954年 - ）
- ニコラ・サルコジ（1955年 - ）
- バラク・オバマ（1961年 - ）

#### 思想と哲学
- アントニオ・ネグリ（1933年 - 2023年）
- エルネスト・ラクラウ（1935年 - 2014年）
- シャンタル・ムフ（1943年 - ）
- ジョセフ・ユージン・スティグリッツ（1943年 - ）
- ナンシー・フレイザー（1947年 - ）
- マーサ・ヌスバウム（1947年 - ）
- デイヴィッド・ライアン（1948年 - ）
- トニー・ジャット（1948年 - 2010年）
- ドゥルシラ・コーネル（1950年 - ）
- エマニュエル・トッド（1951年 - ）
- ポール・クルーグマン（1953年 - ）
- スティーブン・ピンカー（1954年 - ）
- マイケル・ハート（1960年 - ）
- デイビッド・チャーマーズ（1966年 - ）

#### 文学
- ドリス・レッシング（1919年 - 2013年）
- ヴィンフリート・ゲオルク・ゼーバルト（1944年 - 2001年）
- トム・クランシー（1947年 - ）
- シャンタル・トマ（1948年 - ）
- パスカル・キニャール（1948年 - ）
- スティーグ・ラーソン（1954年 - 2004年）
- ライオネル・シュライヴァー（1957年 - ）
- フィリップ・クローデル（1962年 - ）
- ダン・ブラウン（1964年 - ）
- ジョナサン・リテル（1967年 - ）
- ジョナサン・サフラン・フォア（1977年 - ）

#### 芸術
- レベッカ・ホルン（1944年 - ）
- ダニエル・リベスキンド（1946年 - ）
- マルレーネ・デュマス（1953年 - ）
- アンドレアス・グルスキー（1955年 - ）
- アンディー・ゴールズワージー（1956年 - ）
- ジュリアン・オピー（1958年 - ）
- ロン・ミュエク（1958年 - ）
- グレイソン・ペリー（1960年 - ）
- トーマス・デマンド（1964年 - ）
- マーク・クイン（1964年 - ）
- オラファー・エリアソン（1967年 - ）
- ヴォルフガング・ティルマンス（1968年 - ）
- マーティン・クリード（1968年 - ）
- バンクシー（生年月日未公表）

#### ファッション
- アナ・ウィンター（1949年 - ）
- カリーヌ・ロワトフェルド（1954年 - ）
- アレキサンダー・マックイーン（1969年 - 2010年）

#### 映画とエンターテイナー
- モーガン・フリーマン（1937年 - ）
- マイケル・ガンボン（1940年 - 2023年）
- ミヒャエル・ハネケ（1942年 - ）
- アラン・リックマン（1946年 - 2016年）
- ロビー・コルトレーン（1950年 - 2022年）
- ペドロ・アルモドバル（1951年 - ）
- ジャン・ピエール・ジュネ（1953年 - ）
- ロン・ハワード（1954年 - ）
- ラース・フォン・トリアー（1956年 - ）
- アキ・カウリスマキ（1957年 - ）
- ティム・バートン（1958年 - ）
- ショーン・ペン（1960年 - ）
- ジョージ・クルーニー（1961年 - ）
- スティーヴン・ソダーバーグ（1963年 - ）
- ミシェル・ゴンドリー（1963年 - ）
- ジョニー・デップ（1963年 - ）
- ラッセル・クロウ（1964年 - ）
- フランソワ・オゾン（1967年 - ）
- ニコール・キッドマン（1967年 - ）
- フィリップ・シーモア・ホフマン（1967年 - 2014年）
- ガイ・ピアース（1967年 - ）
- ダニエル・クレイグ（1968年 - ）
- ウィル・スミス（1968年 - ）
- クリストファー・ノーラン（1970年 - ）
- ヒラリー・スワンク（1974年 - ）
- アンジェリーナ・ジョリー（1975年 - ）
- シャーリーズ・セロン（1975年 - ）
- ミラ・ジョヴォヴィッチ（1975年 - ）
- ヒース・レジャー（1979年 - 2008年）
- アン・ハサウェイ（1982年 - ）
- ルパート・グリント（1988年 - ）
- ダニエル・ラドクリフ（1989年 - ）

#### 音楽
- マライア・キャリー（1969年 - ）
- エミネム（1972年 - ）
- ブリトニー・スピアーズ（1981年 - ）
- ビヨンセ（1981年 - ）
- アヴリル・ラヴィーン（1984年 - ）
- レディー・ガガ（1986年 - ）
- リアーナ（1988年 - ）

#### 科学と技術
- シドニー・ブレナー（1927年 - 2019年）
- ジョン・サルストン（1942年 - 2018年）
- ロバート・ホロビッツ（1947年 - ）
- スティーブ・ジョブズ（1955年 - 2011年）
- ラリー・ペイジ（1973年 - ）
- セルゲイ・ブリン（1973年 - ）

#### スポーツ
- ジョー・トーリ（1940年 - ）
- ボビー・コックス（1941年 - ）
- ルー・ピネラ（1943年 - ）
- トニー・ラルーサ（1944年 - ）
- ジム・リーランド（1944年 - ）
- フィル・ジャクソン（1945年 - ）
- グレッグ・ポポヴィッチ（1949年 - ）
- ダスティ・ベイカー（1949年 - ）
- テリー・フランコーナ（1959年 - ）
- ランディ・ジョンソン（1963年 - ）
- バリー・ボンズ（1964年 - ）
- グレッグ・マダックス（1966年 - ）
- オリバー・カーン（1969年 - ）
- ケン・グリフィー・ジュニア（1969年 - ）
- シャキール・オニール（1972年 - ）
- ジネディーヌ・ジダン（1972年 - ）
- デレク・ジーター（1974年 - ）
- デビッド・ベッカム（1975年 - ）
- アレックス・ロドリゲス（1975年 - ）
- タイガー・ウッズ（1975年 - ）
- ティム・ダンカン（1976年 - ）
- ケビン・ガーネット（1976年 - ）
- フロイド・メイウェザー・ジュニア（1977年 - ）
- ロイ・ハラデイ（1977年 - 2017年）
- ティエリ・アンリ（1977年 - ）
- ミロスラフ・クローゼ（1978年 - ）
- ダーク・ノヴィツキー（1978年 - ）
- コービー・ブライアント（1978年 - 2020年）
- CC・サバシア（1980年 - ）
- ダビド・ビジャ（1981年 - ）
- ジャスティン・バーランダー（1983年 - ）
- レブロン・ジェームズ（1984年 - ）
- クリスティアーノ・ロナウド（1985年 - ）
- マイケル・フェルプス（1985年 - ）

### ロシアと旧ソ連諸国
- ウラジーミル・プーチン（1952年 - ）
- ヴィクトル・ユシチェンコ（1954年 - ）
- ユーリヤ・ティモシェンコ（1960年 - ）
- ドミートリー・メドヴェージェフ（1965年 - ）
- グリゴリー・ペレルマン（1966年 - ）
- ミヘイル・サアカシュヴィリ（1967年 - ）
- エフゲニー・プルシェンコ（1982年 - ）

### ラテンアメリカ
- ウゴ・チャベス（1954年 - 2013年）
- カフー（1970年 - ）
- ロナウド（1976年 - ）
- ロナウジーニョ（1980年 - ）
- ウサイン・ボルト（1986年 - ）
- リオネル・メッシ（1987年 - ）

### サハラ以南のアフリカ
- ワンガリ・マータイ（1940年 - 2011年）
- タボ・ムベキ（1942年 - ）
- ウィリアム・ケントリッジ（1955年 - ）

### 中央・西アジア
- サッダーム・フセイン（1937年 - 2006年）
- オルハン・パムク（1952年 - ）
- ウサーマ・ビン・ラーディン（1957年 - 2011年）
- モフセン・マフマルバフ（1957年 - ）
- ムハンマド・オマル（1959年？ - 2013年）

### 東南アジア
- マハティール・ビン・モハマド（1925年 - ）
- グロリア・アロヨ（1947年 - ）

### 中国
- 黄菊（1938年 - 2007年）
- 曽慶紅（1939年 - ）
- 呉邦国（1941年 - ）
- 胡錦濤（1942年 - ）
- 温家宝（1942年 - ）
- 陳良宇（1946年 - ）
- 蔡國強（1957年 - ）
- 艾未未（1957年 - ）

### 台湾
- 陳水扁（1950年 - ）
- 李安（1954年 - ）

### 韓国
- 李明博（1941年 - ）
- 盧武鉉（1946年 - 2009年）
- 安貞桓（1976年 - ）
- 朴智星（1981年 - ）